# アンドレ・ブクレシュリエフ
アンドレ・ブクレシュリエフ（Andre Boucourechliev, 1925年7月28日 – 1997年11月13日）はブルガリア出身のフランスの作曲家。
ソフィア出身。ソフィア音楽院でピアノを学び、パリに留学してエコール・ノルマル・ド・ミュージックにて研鑚を積み、後に同校ピアノ科で教鞭を執った。最初の作曲の試みは1954年に遡り、その頃ダルムシュタットの有名な現代音楽講習会に携わるようになっていた。ミラノでルチアーノ・ベリオとブルーノ・マデルナを探し出して作曲技法に磨きをかける。ドメーヌ・ミュジカルにて上演された《ピアノ・ソナタ》（1959年、未出版）などの作品の成功に続いて、偶然性の音楽やチャンス・オペレーションにも取り組み、アメリカ滞在中にジョン・ケージやマース・カニンガム、ロバート・ラウシェンバーグらの、前衛芸術運動を担った人物に遭遇した。演奏者側の選択と自由の選択を探究した頂点に位置付けられるのが、1967年から1971年までの連作《群島 Archipels  》である。その後の作品の多くは、このような作曲原理を洗練させ、あるいは拡張したものであった。生前に数々の栄誉にあずかり、レジオン・ドヌール勲章も授与されている。
ベートーヴェンなどの作曲家論や、音楽エッセイの著作でも知られ、中でもショパン論は、ドイツ語や英語のほかに、下記の日本語訳もある。

## 訳書
- 『ベートーヴェン』西本晃二訳、白水社、新版1985。表記はブークーレシュリエフ
- 『ショパンを解く！』小坂裕子訳、音楽之友社、1999